# Mike Testwuide
Michael „Mike“ Testwuide (* 5. Februar 1987 in Vail, Colorado) ist ein ehemaliger US-amerikanischer Eishockeyspieler mit südkoreanischer Staatsbürgerschaft, der im Verlauf seiner aktiven Karriere zwischen 2004 und 2020 unter anderem 170 Spiele in der American Hockey League (AHL) auf der Position des rechten Flügelstürmers bestritten hat. Darüber hinaus verbrachte Testwuide neun Spielzeiten in der Asia League Ice Hockey (ALIH), wo er ausschließlich für südkoreanische Teilnehmer auflief.

## Karriere
Mike Testwuide begann seine Karriere in der Nachwuchsmannschaft der Pike Peak Miners. Im Sommer 2004 wechselte der Stürmer in die United States Hockey League (USHL), die höchste Juniorenspielklasse der Vereinigten Staaten, und spielte dort zwei Jahre für die Waterloo Black Hawks. Anschließend besuchte er das Colorado College und spielte für dessen Eishockeyteam in der Western Collegiate Hockey Association (WCHA), einer Division der National Collegiate Athletic Association (NCAA). Dabei wurde er 2009 und 2010 in das All-Academic-Team der WCHA gewählt.
Anschließend wechselte Testwuide in den Profibereich und war von 2010 bis 2013 für die Adirondack Phantoms, das Farmteam der Philadelphia Flyers, in der American Hockey League (AHL) aktiv. Gegen Ende der Spielzeit 2012/13 wechselte er zum Ligakonkurrenten Abbotsford Heat. Im Sommer 2013 wagte der Kanadier den Sprung nach Asien und spielte zunächst für Anyang Halla in der Asia League Ice Hockey (ALIH), mit denen er 2015 zwar die Hauptrunde der Liga gewinnen konnte, das Playoff-Finale aber gegen die Tōhoku Free Blades aus Japan verlor. Im Folgejahr gelang dann auch der Sieg in den Playoffs durch einen Sieg in der Finalserie gegen den russischen Teilnehmer HK Sachalin. Er selbst trug als Torschützenkönig und wertvollster Spieler maßgeblich dazu bei und wurde auch in des Asia League First Team gewählt. Nach einem Jahr bei High1, spielt er von 2018 bis 2020 für die Daemyung Killer Whales ebenfalls in der Asia League. Danach beendete der 33-Jährige seine aktive Karriere.

### International
Testwuide wurde im Jahr 2015 in Südkorea eingebürgert und war dadurch, dass er zu diesem Zeitpunkt bereits zwei komplette Spielzeiten bei einem südkoreanischen Team verbracht hatte und zuvor keine internationalen Einsätze für die Nationalmannschaft der Vereinigten Staaten zu verzeichnen hatte, fortan für die südkoreanische Nationalmannschaft spielberechtigt. Im Rahmen der Weltmeisterschaft 2015 gab er für die Asiaten sein Debüt in der Gruppe B der Division I. Als Spieler mit der besten Plus/Minus-Bilanz des Turniers und zweitbester Scorer hinter seinem Teamkollegen Michael Swift und gemeinsam mit seinen Landsleuten Kim Ki-sung und Kim Sang-wook sowie dem Esten Andrei Makrov trug er maßgeblich zum Aufstieg in die A-Gruppe der Division I bei. Bei der Weltmeisterschaft 2016 spielte er für Südkorea in der A-Gruppe der Division I. 
Bei den Winter-Asienspielen 2017 belegte der Angreifer mit den Südkoreanern den zweiten Platz hinter Kasachstan. Auch bei den Olympischen Winterspielen 2018 im eigenen Land spielte er für die südkoreanische Auswahl.

## Erfolge und Auszeichnungen
| - 2009 WCHA All-Academic-Team - 2010 WCHA All-Academic-Team - 2016 Gewinn der Asia League Ice Hockey mit Anyang Halla | - 2016 Bester Torschütze der ALIH-Hauptrunde - 2016 Wertvollster Spieler der Asia League Ice Hockey - 2016 ALIH First All-Star Team |

### International
- 2015 Aufstieg in die Division IA bei der Weltmeisterschaft der Division IB
- 2015 Beste Plus/Minus-Bilanz der Weltmeisterschaft der Division IB
- 2017 Silbermedaille bei den Winter-Asienspielen

## Karrierestatistik

### International
Vertrat Südkorea bei:
- Weltmeisterschaft der Division IB 2015
- Weltmeisterschaft der Division IA 2016
- Winter-Asienspiele 2017
- Olympische Winterspiele 2018

(Legende zur Spielerstatistik: Sp oder GP = absolvierte Spiele; T oder G = erzielte Tore; V oder A = erzielte Assists; Pkt oder Pts = erzielte Scorerpunkte; SM oder PIM = erhaltene Strafminuten; +/− = Plus/Minus-Bilanz; PP = erzielte Überzahltore; SH = erzielte Unterzahltore; GW = erzielte Siegtore; 1 Play-downs/Relegation; Kursiv: Statistik nicht vollständig)